# Cantó de Metz-Ville-1
El cantó de Metz-Ville-1 és una antiga divisió administrativa del departament del Mosel·la. Compta la part nord de la vila de Metz. Va desaparèixer el 2015.
| Data d'elecció                           | Identitat      | Partit                     | Qualitat |
| ---------------------------------------- | -------------- | -------------------------- | -------- |
| 1945-1949                                | Antoine Burger | PCF                        |          |
| 1949-1961                                | Charles Goulon | RPF, després divers droite |          |
| 1961-1967                                | M. Wolff       | Divers droite              |          |
| 1967-1979                                | Joseph Paté    | RI, després UDF            |          |
| 1979-1985                                | Daniel Delrez  | PS                         |          |
| 1985-1998                                | Pierre Ferrari | UDF                        |          |
| 1998-2015                                | Dominique Gros | PS                         |          |
| les dades anteriors no són pas conegudes |                |                            |          |
|                                          |                |                            |          |